# Rattikan Thongsombut
Rattikan Thongsombut (in thailandese รัตติกาล ทองสมบัติ; Khon Kaen, 7 luglio 1991) è una calciatrice thailandese, centrocampista della nazionale thailandese.

## Carriera

### Nazionale
Rattikan Thongsombut viene convocata dalla Federazione calcistica della Thailandia per indossare la maglia formazione Under-16 che partecipa al campionato asiatico di categoria di Malaysia 2007, condividendo con le compagne l'eliminazione dal torneo già alle fasi a gironi. In quell'occasione sigla la rete del momentaneo vantaggio sulla Corea del Nord prima che le avversarie ribaltassero il risultato con un netto 7-1 a favore della squadra che poi si aggiudicherà il torneo.
Confluisce nella nazionale maggiore fin dal 2012, inserita in rosa per il campionato femminile di calcio dell'ASEAN di Vietnam 2012 e dove la Thailandia conquista il terzo posto travolgendo il Laos 14-1; in quell'incontro Thongsombut segna 2 reti. Dopo aver partecipato anche alla successiva edizione di Myanmar 2013, dive sigla ancora una rete, il tecnico Sompong Wattana la convoca per le qualificazioni alla Coppa d'Asia di Vietnam 2014
In occasione della storica qualificazione nella nazionale thailandese alle fasi finali del campionato mondiale di Canada 2015, viene inserita in rosa dalla selezionatrice Nuengruethai Sathongwien nella squadra impegnata nel Mondiale. Thongsombut scende in campo in due dei tre incontri disputati dalla sua nazionale della fase a gironi prima della sua eliminazione dal torneo.